# André Franquin
Vous lisez un « bon article » labellisé en 2011.
Pour les articles homonymes, voir Franquin (homonymie).
André Franquin, né le 3 janvier 1924 à Etterbeek (province de Brabant, Belgique) et mort le 5 janvier 1997 à Saint-Laurent-du-Var (Alpes-Maritimes, France), est un auteur belge francophone de bande dessinée, principalement connu pour les séries Spirou et Fantasio, Gaston, Modeste et Pompon et les Idées noires ; il est aussi le créateur du Marsupilami, animal imaginaire.
Formé par Jijé en compagnie de Morris et Will, Franquin débute dans la bande dessinée en 1946, en reprenant dans le journal Spirou la série vedette Spirou et Fantasio que son mentor vient alors d'abandonner. Franquin va construire l'univers de la série en inventant des personnages comme Zantafio, le comte de Champignac, Seccotine et surtout le Marsupilami. Brouillé quelque temps avec son éditeur Charles Dupuis en 1955, il rejoint le Journal de Tintin et crée la série Modeste et Pompon, avant de revenir dans le giron des éditions Dupuis.
À la fin des années 1950 il crée en compagnie d'Yvan Delporte le personnage de Gaston Lagaffe pour animer les pages du journal Spirou, avant d'en faire une série à part entière. À la même époque, accablé par le travail, Franquin crée son atelier et y réunit de jeunes auteurs dont les plus fameux sont Greg, Roba et Jidéhem. Malade, puis en dépression dans les années 1960, il abandonne la série Spirou et Fantasio pour se consacrer entièrement à Gaston et pour écrire le scénario de la série Isabelle. À la fin des années 1970, Franquin est un des instigateurs de l'éphémère Trombone illustré où il crée la série Idées noires, qui est par la suite publiée dans Fluide glacial. André Franquin meurt en 1997 des suites d'un infarctus.
Franquin est un des piliers de la bande dessinée franco-belge et de la première génération de l'école de Marcinelle. Il se distingue par la qualité de son dessin, notamment dans le rendu des mouvements, l'expressivité des personnages, la richesse des décors, ainsi que par l'inventivité de son humour, parfois teinté de poésie. Travaillant à une époque où la bande dessinée est essentiellement destinée aux enfants, il réalise des histoires accessibles à un jeune public, tout en insérant des détails qui n'apparaissent qu'avec une lecture plus approfondie. À partir de la fin des années 1970, il réalise des bandes dessinées à caractère plus adulte et politique, ou encore écologistes.

## Biographie

### Jeunesse étriquée (1924–1944)

#### Enfance

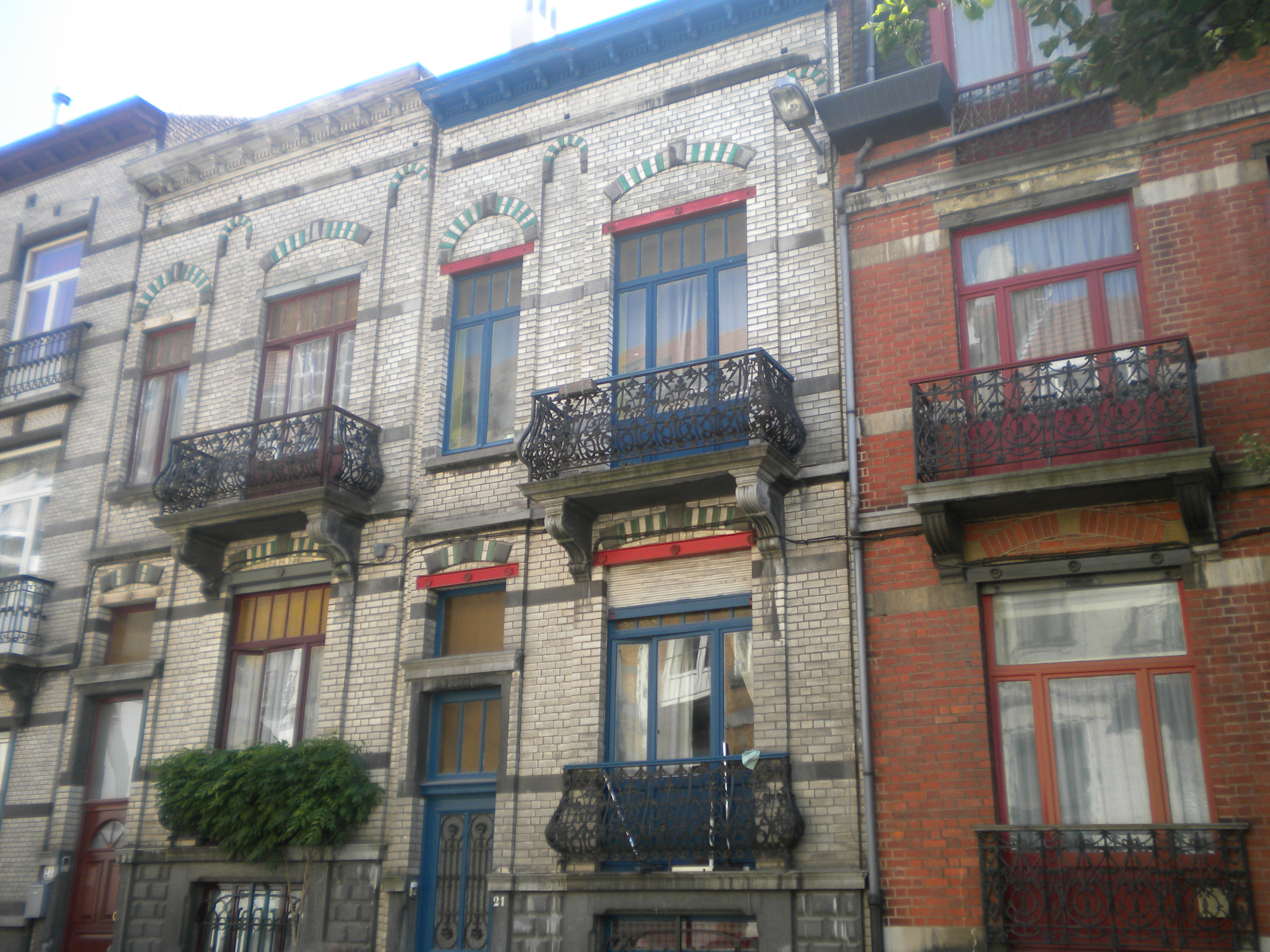
La maison familiale, rue de la Natation à Ixelles où il grandit.

André Franquin, né à Etterbeek en Belgique, reste peu de temps dans cette commune de Bruxelles, dont est également originaire Hergé. Lorsqu'il a cinq ans, sa famille déménage dans un quartier immédiatement voisin. Son père est employé de banque et passionné d’ornithologie, au point d’élever deux cents perruches. Ce père accorde une grande importance au sérieux, à tel point que le jeune Franquin éprouve toute son enfance un fort sentiment d'étouffement, et parlera plus tard d'un « énorme besoin de rire qu'[il] ne parvenai[t] pas à combler ». Il dira plus tard que cette frustration fut à l'origine de sa vocation d'amuseur. Il commence à dessiner à l'âge de cinq ans lorsque lui est offert un petit tableau noir. S'il sait qu'il deviendra dessinateur depuis que son père est tombé en admiration devant un de ses dessins à la craie, allant jusqu'à le faire photographier par un photographe professionnel, il dessine toutefois peu et jamais de manière constante, se limitant à quelques caricatures de son entourage et à quelques dessins pendant ses cours à l'Institut Saint-Boniface, — où a également été scolarisé Hergé quelques années auparavant.
Durant sa jeunesse André Franquin, fasciné par les tableaux de Rubens, rêve de devenir peintre, ce qui apparaîtra dans des cases de bande dessinée avec des tableaux ressemblant à certaines œuvres de Rembrandt. Il lit les journaux Mickey, Robinson et Hop-là !, les séries Les Aventures de Tintin du Belge Hergé, Bicot de Martin Branner, Popeye d'Elzie Crisler Segar, la série Pim, Pam et Poum qui est sa lecture favorite, ainsi que les auteurs américains Alex Raymond, Milton Caniff et surtout George McManus, auteur de La Famille Illico, pour son humour et sa créativité graphique. Le journal humoristique français L'Os à moelle, qui contient peu d'illustrations, va également jouer un rôle dans sa formation. Le jeune Franquin regarde aussi énormément de films américains mettant en scène Laurel et Hardy, Buster Keaton, Harold Lloyd, Mack Sennett et surtout Charlie Chaplin. Les dessins animés de Walt Disney tiennent une place à part : ils vont l'influencer très fortement aussi bien au niveau du graphisme que de l'humour. Tex Avery, qu'il découvrira plus tard, aura aussi son importance. Les gags et gestes humoristiques contenus dans ces œuvres permettront à André Franquin d'apprendre à dessiner les mouvements humoristiques. À ses débuts, il copie ouvertement le style de Jijé. Franquin apprécie la peinture, particulièrement celle de Rubens et des peintres primitifs flamands, dont les couleurs lui plaisent beaucoup. Les romans qu'il préfère dans sa jeunesse sont ceux du Français Jules Verne, et Robinson Crusoé de l'Anglais Daniel Defoe.
À onze ans, il visite l'Exposition universelle de Bruxelles de 1935, fasciné par le stand des Amérindiens. Il participe au concours du quotidien La Nation belge, organisé à cette occasion et son dessin, s’inspirant de Tintin en Amérique, d’Hergé, qu’il admire profondément, est publié . Dans son collège, les albums de bandes dessinées de ce dernier sont les seules autorisées.
Le titre du futur album Le Voyageur du Mésozoïque, référence scientifique à une ère géologique d’émergence de nombreuses espèces de dinosaures, est issu du monde imaginaire de Franquin selon son biographe Bob Garcia, car l’auteur se souvient d'avoir visité très jeune le musée royal d'Histoire naturelle de Bruxelles, qui « abrite une superbe collection d'iguanodons découverts au XIXe siècle dans la mine de charbon de Bernissart ».

#### Formation
En 1942, après ses humanités à l'Institut Saint-Boniface-Parnasse,, fréquenté peu avant lui par Hergé, qui y est une véritable star, arrive pour lui le moment de choisir ses études supérieures. Choix dont son père lui a d'ores et déjà épargné l'embarras : le jeune homme sera ingénieur agronome. Mais Franquin a une tout autre idée de son avenir et parvient, avec l'aide de sa mère, à infléchir la position paternelle et à s'inscrire à l'école Saint-Luc, une école catholique d'art dont il se lassera très vite. Il y pratique plusieurs activités comme la technique de la couleur, le dessin au fusain, le dessin à partir de motifs romains ou byzantins, des cours d'hagiographie et le dessin à partir de modèles vivants. La morale stricte qui règne interdit notamment la pratique du nu féminin (il y avait parfois un nu masculin) : à la place, ce sont les étudiants eux-mêmes qui doivent poser à tour de rôle. Pendant la guerre, il n'est pas inquiété grâce à son statut d'élève à Saint-Luc qui lui permet d'échapper aux restrictions et surtout au travail obligatoire. Cette école est en effet bien vue par les Allemands car l'homme politique et collaborateur Léon Degrelle y enseignait avant guerre.
À Saint-Luc, Franquin montre déjà une certaine habileté pour le dessin et déclarera plus tard que rien de ce qu'il fit dans cette école ne lui fut « inutile ». Au bout d'un an, il a déjà l'impression « d'avoir fait le tour de ce qu'on pouvait y apprendre » et commence à s'ennuyer. C'est alors qu'il fait une rencontre qui va changer, ou en tout cas accélérer considérablement le cours de sa vie, celle d'Eddy Paape.
Ancien élève de Saint-Luc, Paape y revient régulièrement pour saluer ses anciens professeurs. Lors de l'une de ces visites, on lui présente les dessins de Franquin, et il en est suffisamment impressionné pour proposer au jeune homme de le rejoindre à Compagnie belge d'actualités, de Paul Nagant, devenu un petit atelier de dessin animé à cause de la guerre, où il travaille. Franquin saute sur l'occasion. En septembre 1944, il devient donc animateur, un métier qu'il n'a jamais pratiqué auparavant, et pour lequel il n'a aucune compétence. Il se retrouve à pratiquer l'animation sans que personne lui apprenne les techniques du dessin animé et notamment celle du problème des 12 ou 24 images par seconde.
Mais le problème ne se pose pas longtemps : peu après, la Belgique est libérée de l'occupation allemande. Les soldats américains ayant apporté avec eux leurs dessins animés, la concurrence est trop rude pour le petit studio, qui fait rapidement faillite[réf. nécessaire]. L'expérience n'a pour autant pas été sans intérêt pour Franquin, qui y a rencontré deux autres passionnés de dessin qui rêvent d'un avenir brillant : Morris (à l'époque encreur et silhouetteur), futur créateur de Lucky Luke, et le jeune Peyo (gouacheur), futur créateur de Johan et Pirlouit et des Schtroumpfs. Paul Nagant, qui dirige le studio de dessins animés CBA, les a également recrutés à l’école Saint-Luc (fermée peu après à cause des bombardements). Il devient un ami proche des trois dessinateurs. En 1945, soupçonné d'avoir collaboré pendant la guerre, Nagant ne peut plus exercer.

### Débuts dans la bande dessinée (1945–1949)

#### Arrivée chez Dupuis
En 1945, André Franquin est donc au chômage. Il apprend par Morris, qui a déjà publié des dessins humoristiques et des caricatures dans Le Moustique, un magazine de programmes de radio édité par Dupuis, que l'éditeur recherche des dessinateurs pour Spirou. Toute la petite équipe est alors engagée par le journal la même année,.
Parallèlement, il publie ses premiers dessins « professionnels » dans la revue des scouts catholiques de Belgique, Plein-Jeu. Franquin n'ayant jamais été scout, il s'inspire de documentations et principalement des illustrations de Pierre Joubert pour les costumes et autres coutumes scouts. Cette collaboration sera fructueuse avec la rencontre du rédacteur en chef, Jean-Jacques Schellens, un homme qui ne cesse de créer des événements, animations et surprises dans le journal, ce dont s'inspirera plus tard Franquin pour le journal Spirou.
Introduit dans la place par Morris, le futur auteur de Lucky Luke, Franquin réalise pour Le Moustique, entre 1945 et 1952, plusieurs couvertures, ainsi que des gags en une planche et des illustrations à vocation publicitaire, ce qui représente en tout une bonne quarantaine de dessins.
Dès les premières publications, il fait impression avec une très bonne expression des personnages, ainsi qu'une légère tendance à l'humour noir : il place les personnages dans des situations désagréables, mais il adoucit la cruauté des scènes par la rondeur du dessin. Durant cette période, Franquin réalise aussi quelques couvertures au lavis pour l'hebdomadaire Bonnes Soirées, qui font prendre la mesure de son talent pour le dessin figuratif. Mais son entrée dans l'équipe du Journal de Spirou lui permet de se lancer dans des réalisations plus ambitieuses.

#### À l'atelier Jijé
À cette époque, Jijé est le principal dessinateur du journal, c’est-à-dire qu'il réalise seul la quasi-totalité des bandes dessinées maison : Spirou, Valhardi, Don Bosco, Emmanuel… Désireux de se délester d'une partie de ce travail, et sur les conseils de Charles Dupuis, il installe les nouveaux venus dans sa maison à Waterloo, qui leur sert d'atelier. On y retrouve notamment Will, Morris, qui travaille sur un projet de cow-boy créé pour le studio de dessin animé, et Franquin, qui reprend Spirou et Fantasio. La petite bande est installée pour dessiner dans la propre chambre à coucher du couple Jijé. Par moments d'autres auteurs passaient dans l'atelier pour recevoir des conseils, c'est le cas notamment de Peyo, le futur auteur des Schtroumpfs.
Franquin commence, au premier trimestre 1946 , à une époque où il n’a pas encore d’expérience de la BD, par dessiner Fantasio et son tank qui sera publiée en 1947 dans l'Almanach Spirou, recueil de diverses bandes dessinées d'auteurs de l'équipe Dupuis. Fantasio y propose à des enfants de les raccompagner sur un tank, allusion à la Libération de Bruxelles, où des grappes humaines circulaient sur les tanks américains.
Franquin ayant passé ce test avec succès, Jijé abandonne alors la série pour partir en Italie préparer la documentation pour le second Don Bosco. En juin 1946, Franquin reprend alors une histoire à demi dessinée, intitulée Spirou et la maison préfabriquée. La passation, qui a lieu lors de la quatrième case de la huitième page de l'album Radar le robot (no 427 du journal Spirou), est presque indécelable, l'auteur collant au plus près au style caricatural de son prédécesseur, n'hésitant pas à rajouter des cous et des jambes allongés comme Jijé le faisait déjà. Il s'attaque ensuite à l'histoire L'Héritage de Spirou. Le jeune dessinateur reprend la série Spirou avec insouciance, sans avoir jamais rien vu du travail de Rob-Vel (le créateur original du groom roux), et très peu de dessins de Jijé.
Si Franquin apprend sur le tas les techniques de la bande dessinée, Jijé lui enseigne les rudiments de ce qui deviendra plus tard le 9e art. Il va surtout donner confiance au jeune Franquin qui se croyait incapable de faire de la bande dessinée. L'ambiance à l'atelier est excellente pour la productivité. Si Jijé n'a pas une attitude de professeur, il est néanmoins très interventionniste et n'hésite pas à aider au dessin des bandes dessinées de ses élèves. L'exigence de Morris se manifeste aussi : l'auteur de Lucky Luke force ses camarades à mimer les gestes, bagarres ou attitudes qu’il souhaite introduire dans son récit pour mieux les dessiner.

#### En Amérique
En 1948, alors que Franquin vient d'achever l'histoire des Plans du robot, le couple Jijé quitte l'Europe pour les États-Unis, angoissé par l'idée d'une nouvelle guerre contre l'Union soviétique. Ils emmènent avec eux les jeunes Franquin et Morris. Si ce dernier les quitte pour se faire engager chez Disney, Franquin, lui, accepte de continuer à les accompagner pour être avec ses amis et découvrir Los Angeles, qu'il croit être la plaque tournante de la bande dessinée américaine. Arrivés à New York, ils apprennent que le quota belge d'immigration est largement dépassé ; ils doivent attendre une année pour obtenir un visa d'immigrant. C'est avec un permis de tourisme qu'ils partent pour la Californie à bord d'une vieille Hudson achetée par Jijé et sa famille. En Californie c'est la déception : le jeune Franquin comprend que Chicago et New York sont les villes de la bande dessinée aux États-Unis.
Leur visa étant de courte durée, ils prennent la direction du Mexique, où la réglementation est moins rigoureuse ; Morris et Franquin resteront toutefois bloqués à la frontière pendant deux mois. Ils peuvent par la suite rejoindre Jijé et sa famille à Tijuana en octobre 1948 et s'installent dans une location tout en continuant à dessiner. C'est là que Franquin écrit l'histoire de Spirou sur le ring. Cette bande dessinée, où pour la première fois Franquin s'applique à retranscrire fidèlement le mouvement, provoque aussi la colère des éditions Dupuis, voyant le héros bien élevé se battre ainsi contre des voyous de la rue. Franquin envoie sa lettre de démission, mais il se ravise rapidement, trouvant un arrangement avec l'éditeur.
Noël 1948 : le petit groupe part pour Mexico, où Jijé et sa famille louent une villa dans la banlieue. Franquin et Morris préfèrent louer une chambre meublée dans la capitale mexicaine. Franquin dessine dans la chambre l'intégralité de l'histoire Spirou fait du cheval ; il a énormément de mal à représenter les chevaux. À court d'argent, les paiements étant compliqués entre le Mexique et la Belgique, Morris et Franquin retournent habiter chez Jijé et sa famille jusqu'en juin 1949, où ils repartent pour New York. Leurs chemins se séparent à ce moment, Morris restant aux États-Unis alors que Franquin repart pour la Belgique, éprouvant le mal du pays et désireux de retrouver Liliane Servais qui deviendra son épouse,. Il termine Spirou chez les Pygmées, une histoire commencée au Mexique. C'est à partir de cette histoire qu'il commence à mieux utiliser l'espace.

Franquin à Sainte-Maxime, vers 1950.

### Professionnalisation dans la bande dessinée (1950–1972)

#### Nouveau souffle pourSpirou et Fantasio
Franquin loue une chambre dans une pension de famille à Bruxelles près de celle de Will. Il se marie en 1950 avec Liliane qu'il connait depuis ses dix-sept ans. Durant cette période, il dessine trois histoires, dont Mystère à la frontière qui marque un tournant dans la série, car c'est à partir de cette histoire qu'il trouve de nouveaux éléments pour relancer en permanence la série, développant les personnages secondaires qui apparaissent au cours des récits qu'il dessine. Jijé rentré lors de l'été 1950, Franquin fait par son intermédiaire une rencontre importante, celle de son frère Henri Gillain connu sous le nom de plume de Jean Darc. C'est lui qui écrit, sur une commande de Franquin qui voulait une histoire campagnarde, le scénario de l'histoire Il y a un sorcier à Champignac qui pour la première fois met en scène le village de Champignac et ses habitants. Franquin adapte à sa guise le scénario initial, beaucoup trop long pour faire une seule histoire de 57 planches. Le comte de Champignac et ses champignons, qui apparaissent dans le texte original d'Henri Gillain sont créés pour cette histoire, ainsi que la ville de Champignac-en-Cambrousse et plusieurs habitants emblématiques, notamment son maire.

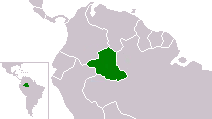
Emplacement de la Palombie imaginaire.

Publié dans le journal Spirou entre 1951 et 1952, Spirou et les Héritiers met en scène un premier véritable méchant, Zantafio, le cousin maléfique de Fantasio. C'est aussi dans cet album que Franquin démontre son inventivité pour créer toutes sortes d'appareils motorisés comme le Fantacoptère. Mais surtout, dans ce récit apparait pour la première fois le marsupilami dans la forêt de Palombie, pays imaginaire inspiré des décors américano-mexicains. Le rythme de publication dans Spirou ne permet pas de pause dans la série Spirou et Fantasio et Franquin doit aussitôt enchainer avec l'histoire Les Voleurs du marsupilami. Jo Almo (nom de plume de Geo Salmon), lui souffle l'idée de base de l'histoire, avec notamment la réutilisation du marsupilami qu'il avait l'intention d'abandonner. C’est lui, son ami des années d'école, qui le convainc d’utiliser pleinement le potentiel de ce personnage.
À la fin de l'année 1952 paraît La Corne de rhinocéros, initialement intitulé Spirou et la Turbotraction ; pour la première fois, un personnage féminin apparait dans la série en la personne de la journaliste Seccotine. Il crée aussi la Turbotraction, une automobile avec une turbine remplaçant le moteur usuel. La censure fait son apparition dans cet album, les revolvers que tiennent les bandits dans le grand magasin sont effacés à la gouache blanche par auto-censure des éditions Dupuis pour éviter que l'album ne soit interdit en France. Cet album fera plus tard l'objet d'une autre polémique avec une accusation de racisme selon laquelle les Noirs y seraient présentés comme des êtres inférieurs. Franquin se défendra en disant que ce sont plutôt certains Blancs qui passent pour des imbéciles.
À partir de l'été 1953 paraît dans le journal Spirou l'histoire Le Dictateur et le Champignon sur une idée de Maurice Rosy, que Franquin développe selon son inspiration. Une nouvelle invention fait son apparition, le métomol, un gaz qui ramollit tous les métaux qu'il touche. C'est aussi dans cette histoire qu'il écrit son premier discours pour le maire de Champignac, inspiré par le caricaturiste Henry Monnier et le journal L'Os à moelle. Les histoires se succèdent sans interruption. Franquin, pour éviter toute lassitude, essaye de changer de genre entre chaque album. C'est ainsi que l'histoire La Mauvaise Tête est un récit policier, le premier de Franquin. Une séquence marque les esprits, celle du cyclisme, où la descente du mont Pilou par Fantasio est considérée par beaucoup comme un chef-d'œuvre du mouvement en bande dessinée. L'histoire suivante, Le Repaire de la murène, est marquée par le submersible inventé par Franquin, qui est inspiré d'un prototype de sous-marin humide présenté par le journal Science et Vie. C'est la première histoire pour laquelle Franquin écrit d'avance le scénario. Le récit La Quick Super permet à Franquin de dessiner des automobiles et particulièrement la « grosse américaine ». Suit l'histoire Les Pirates du silence avec l'aide de Will et Maurice Rosy : le premier dessine les décors et le second écrit le scénario, que pour la première fois Franquin suit à la lettre. En 1955, Franquin travaille avec Will, qu'il a côtoyé chez Jijé, en faisant la mise en scène de l'histoire Tif et Tondu contre la main blanche de la série Tif et Tondu. L'histoire Le gorille a bonne mine (initialement Le gorille a mauvaise mine, mais les éditions Dupuis craignent que l'adjectif « mauvais », figurant dans le titre d'un album, ne fasse baisser les ventes) vient ensuite ; elle est toutefois publiée en 1956 dans le journal Spirou et c'est l'occasion pour l'auteur de se documenter sérieusement afin de représenter de manière réaliste la faune et la flore africaines, ainsi que la population locale. L'histoire suivante intitulée Le Voyageur du Mésozoïque exploite l'idée de la réapparition d'un dinosaure.

#### Brouille avec Dupuis
En 1955, Franquin signe un contrat avec les éditions Dupuis pour réaliser un album (Franquin n'a pas de contrat général avec Dupuis, il signe un contrat pour réaliser chaque album). En échange d'une diminution de ses droits, Dupuis lui promet d'augmenter le tirage. Or, le tirage de l'album ayant été normal, Franquin voit ses revenus diminuer. Il se rend chez les responsables financiers de Dupuis qui refusent d'honorer le contrat ; furieux, Franquin démissionne immédiatement et quitte Dupuis. Il signe peu de temps après un contrat de cinq ans pour les éditions du Lombard qui publient le journal Tintin, grand rival du journal Spirou. Les éditeurs du journal Tintin souhaitent en effet changer l'image de sérieux qui leur est accolée. Franquin crée une série de gags en une planche intitulée Modeste et Pompon. Habitué aux grandes aventures à suivre, avec la série Spirou et Fantasio, Franquin, en accord avec Raymond Leblanc, éditeur du journal Tintin, opte pour un format d'un gag par planche, jusqu'ici peu utilisé dans la bande dessinée franco-belge. Franquin entend rompre avec son passé du journal Spirou. Les caractères des personnages sont trouvés au fur et à mesure de l'évolution de la série, Franquin n'ayant aucune idée de la façon de les animer quand il présente la série à Tintin.
Peu après l'arrivée de la série dans le no 42/55 du journal Tintin, Franquin se réconcilie avec la maison Dupuis, par l'intermédiaire de Charles Dupuis qui lui donne raison dans le différend qui l'a opposé aux responsables financiers de la maison d'édition ; il reprend alors les aventures de Spirou et Fantasio, « coincé » désormais entre deux grandes maisons d'édition. Ayant du mal à fournir ses planches pour les deux journaux, il sollicite l'aide de Greg, dont il a fait la connaissance lorsqu'il lui a présenté ses planches de jeunesse. Greg écrit de nombreux scénarios pour Modeste et Pompon, plus que Franquin lui-même. Par la suite René Goscinny écrit plusieurs scénarios ; d'autres scénaristes encore participeront ponctuellement à l'occasion de quelques gags : Tibet, Peyo et François Craenhals. Après la parution de deux albums de la série, que les éditions du Lombard n'ont pas spécialement mis en avant et qui ont rencontré peu de succès, Franquin est libéré de son contrat avec le Lombard avant son terme, et retourne aux éditions Dupuis. Il cède la propriété des personnages aux éditions du Lombard, qui souhaitent poursuivre la série en la confiant à Dino Attanasio.

#### Atelier Franquin

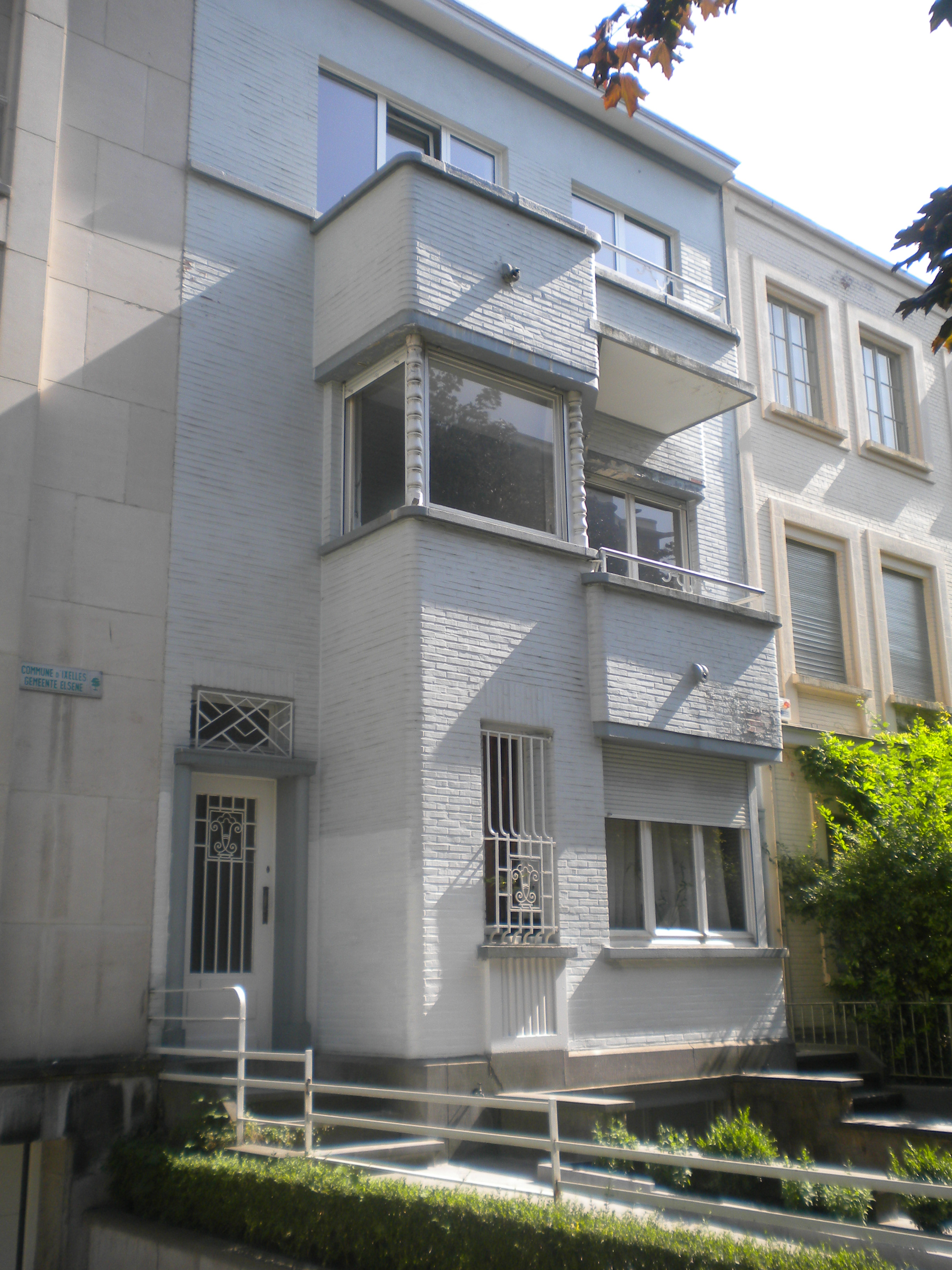
Son studio-atelier avenue du Brésil à Ixelles.

En 1957, l'année à laquelle Gaston Lagaffe fait ses premières apparitions dans le journal de Spirou, Franquin loue à Bruxelles un petit appartement qui lui servira d'atelier. Il y accueille les jeunes auteurs Jidéhem et Roba qui l'aident à travailler. D'autres auteurs vont passer : Verbruggen, un vieil ami qui colorie les planches de Modeste et Pompon et qui possède sa table dans l'atelier, Marcel Denis, présent dans l'atelier avant l'arrivée de Roba, et Kiko, auteur de Foufi, qui dort dans l'atelier pendant plusieurs mois. Les auteurs s'y retrouvent pour travailler, soit à leurs séries respectives, soit ensemble sur le même projet. Ainsi Franquin va aider Kiko dans Foufi en réalisant la mise en scène des gags de la série. Roba intègre le studio pour travailler sur la série Spirou et Fantasio publiée dans le journal Spirou de 1958 à 1960 et dans le journal français Le Parisien libéré, afin de faire connaître la série au public français. Auparavant, il travaillait comme chef de création d'une agence publicitaire, sa collaboration avec Franquin lui permet de quitter ce travail pour se consacrer définitivement à la bande dessinée. Les deux histoires produites par le duo, Spirou et les Hommes-bulles, puis Les Petits Formats sont réalisés à égalité par les deux hommes. Franquin, qui n'avait pas l'habitude de travailler en aussi étroite collaboration avec un autre auteur, répartit le travail de sorte qu'il dessine les personnages habituels de la série, les voitures et une petite partie des décors, alors que Roba dessine les personnages inhabituels de la série et le reste des décors. Greg rejoint le duo pour une troisième histoire intitulée Tembo Tabou dont il assure le scénario. Il s'agit là, exceptionnellement, d'une histoire produite par Franquin à contre-cœur.
Jidéhem intègre le studio en 1957 sur les conseils de Charles Dupuis. Auparavant, il collaborait au journal Héroïc-Albums qui lui permit de débuter dans la bande dessinée. À l'arrêt de celui-ci, il envoie, sur conseil de Maurice Tillieux, ses planches aux éditions Dupuis qui le redirigent vers le studio Franquin. Premier à intégrer l'atelier d'André Franquin, il récupère dès son arrivée l'illustration de la chronique automobile du journal Spirou qu'assurait jusqu'alors un Franquin débordé par l'ouvrage. Jidéhem l'aide sur la série Gaston en encrant les planches, ainsi que sur certaines histoires de Spirou et Fantasio en réalisant les décors ; cette collaboration des deux hommes dans cette série va commencer avec Le Prisonnier du Bouddha, réalisé sur scénario de Greg.
S'il ne travaille pas au studio Franquin, Greg est un membre important de l'équipe Franquin de cette époque. Les deux hommes se sont rencontrés à la fin des années 1950, alors que Greg n'était qu'un jeune dessinateur et pendant plusieurs mois Franquin l'initie au dessin lors de séances de travail. Après une première collaboration sur la série Modeste et Pompon, l'association sera reconduite pour plusieurs autres aventures de la série Spirou et Fantasio. Le talent de Greg pour les situations cocasses est l'occasion d'histoires délirantes, dont La Peur au bout du fil, courte histoire de treize planches, est un parfait exemple. Avec cette collaboration, Franquin franchit un pas de plus vers le comique absurde, un domaine nouveau pour lui. En effet, dans les aventures précédentes, malgré toutes ses trouvailles et inventions, les scénarios restaient toujours vraisemblables et bâtis sur des intrigues classiques peuplées de trafiquants, de voleurs et de malfrats divers.
Pour l'histoire Z comme Zorglub, la troisième de l'année 1961, Franquin souhaite d'abord être son propre scénariste, mais, après avoir inventé le personnage de Zorglub et développé une ébauche d'histoire, il fait de nouveau appel à Greg pour donner de la consistance à son histoire. Ce dernier ajoute un côté mégalomane au personnage, c'est l'invention de la zorglangue et des Zorglhommes. Cette histoire montre aussi la passion de Franquin pour les inventions mécaniques, dessinant d'improbables véhicules de science-fiction pour l'armée de Zorglub. L'histoire suivante intitulée L'Ombre du Z en constitue la suite directe. Greg souhaite remettre en scène immédiatement le personnage de Zorglub, cette fois manipulé par le mauvais Zantafio déjà apparu auparavant dans la série.
Dans les années 1950, parallèlement aux aventures de Spirou et Fantasio, André Franquin dessine de temps en temps (à l'occasion de numéros spéciaux du journal Spirou, pour Pâques ou Noël par exemple) des aventures courtes destinées à un tout jeune public. Le Petit Noël, personnage apparaissant plusieurs fois dans ces histoires (parfois avec le Marsupilami), est un petit garçon solitaire errant désespérément dans les rues de Champignac-en-Cambrousse en quête de distraction ou d'une rencontre agréable. Apparu pour la première fois dans le numéro de Noël 1957, il représente l'une des expressions les plus poétiques de Franquin, tout particulièrement dans Noël et l'Élaoin, publié en mini-récit en 1959 dans le journal Spirou. L'auteur, qui appréciait ce personnage, s'en lasse néanmoins très vite au début des années 1960, prenant conscience que l'éditeur ne le ressort que pendant la période de Noël comme une caution « gentillesse » pour le journal Spirou.

#### Et Franquin créa Lagaffe

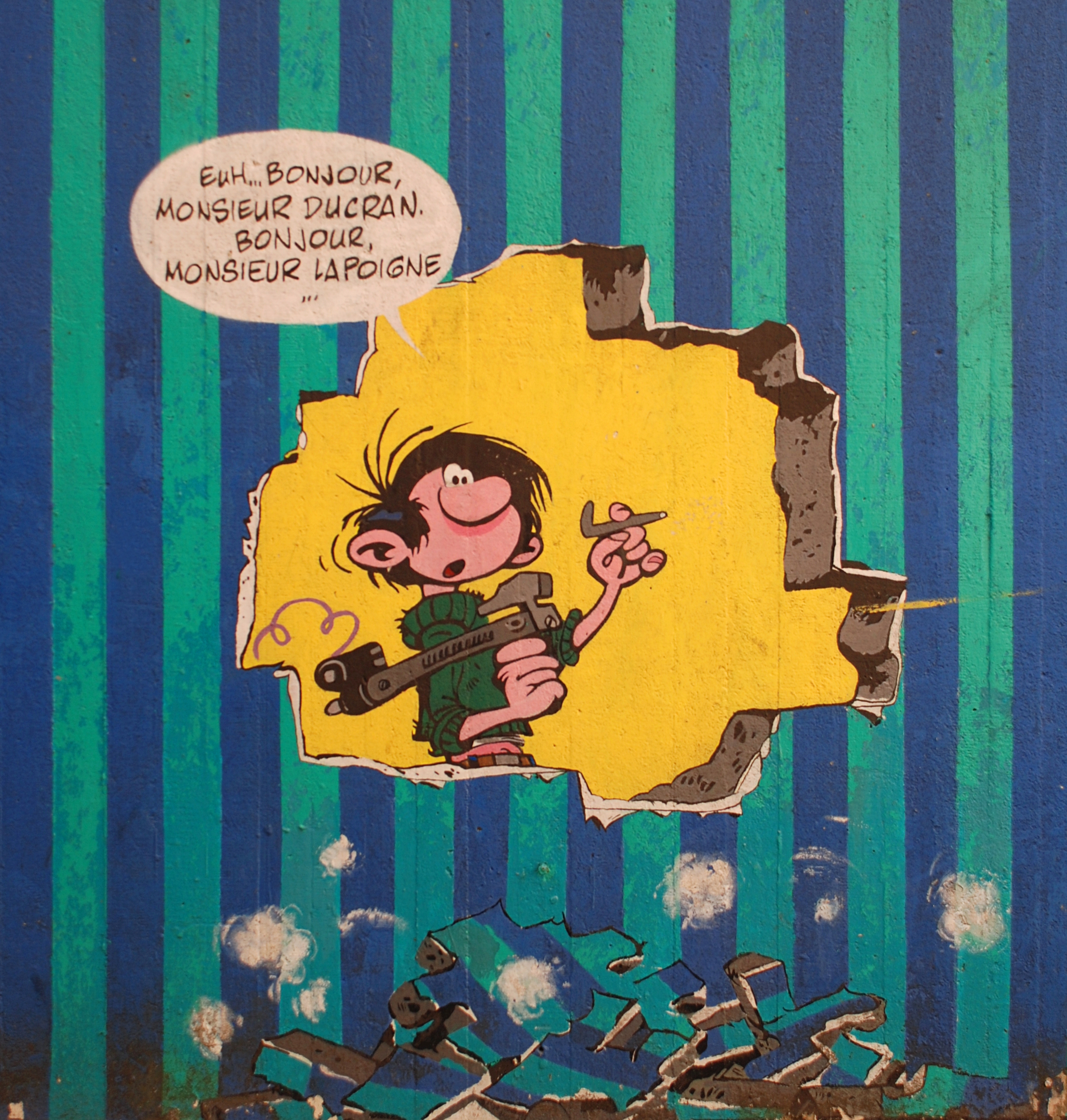
Peinture murale de Gaston Lagaffe dans la rue des Wallons à Louvain-la-Neuve en Belgique.

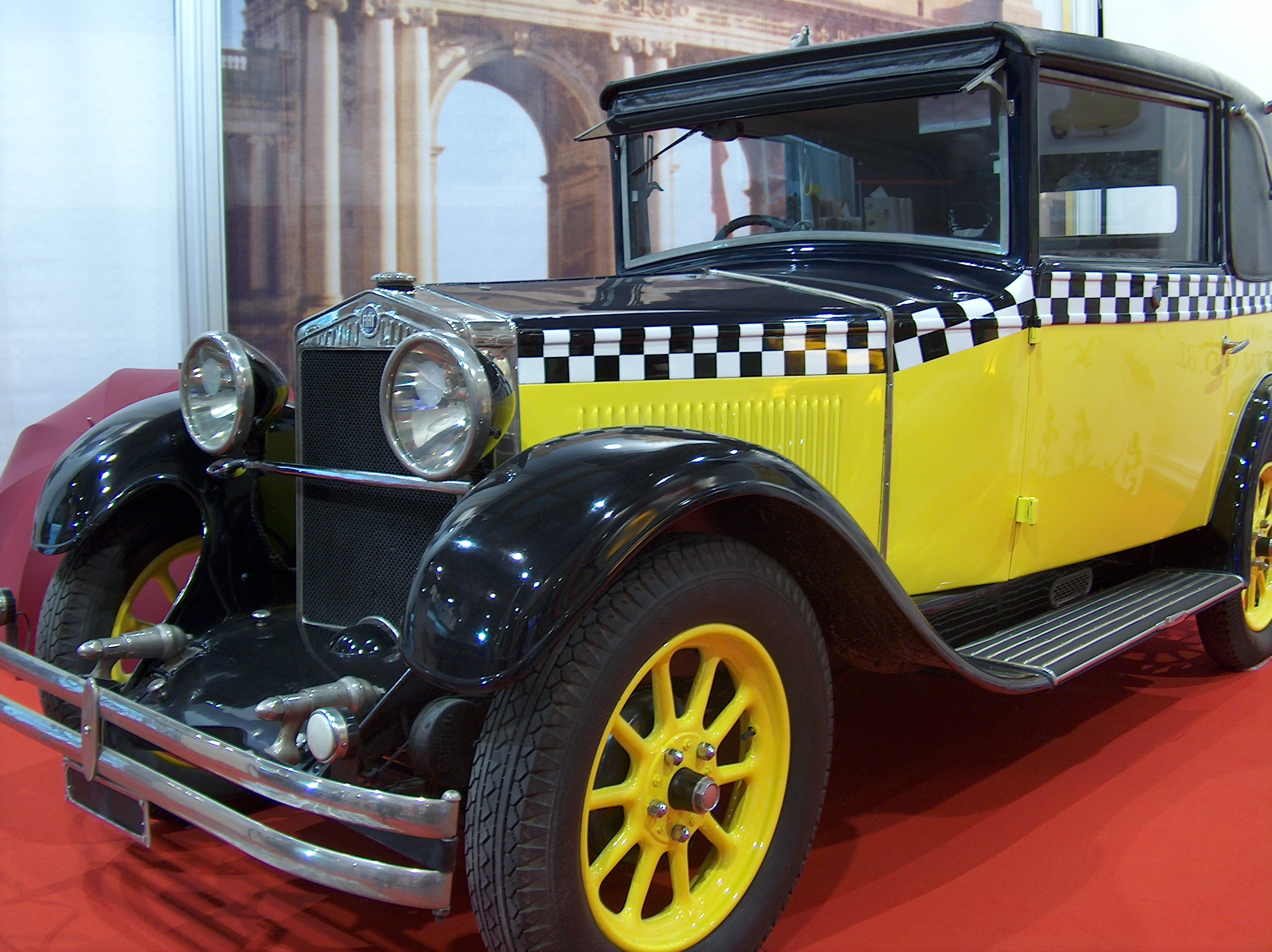
Réplique de la voiture de Gaston.

En 1957, André Franquin a l'idée de créer dans le journal Spirou un personnage sans emploi, qui animerait, pour le lecteur, les pages du journal par ses gaffes. Mais le personnage et ses inventions sont préfigurés par celles des autres. Après avoir réfléchi au projet , il y a travaillé avec Yvan Delporte, le rédacteur en chef, qui y voit une manière de "rompre la routine du journal et de casser quelques codes éditoriaux". Le personnage est lancé dans le no 985 du 28 février 1957. Il s'appelle Gaston Lagaffe et comme prévu, il sabote le journal avec ses gaffes qui paraissent dans les pages du journal sous forme de petits dessins entourés de traces de pas bleues. Pour créer le graphisme du personnage. Franquin s'inspire d'une bande dessinée mexicaine et de Barney Google and Snuffy Smith, une bande dessinée américaine, pour la tête de Gaston Lagaffe. La série met aussi en scène une "jeune femme rousse pulpeuse avec une queue de cheval", très proche de Mademoiselle Jeanne.
L’auteur "multiplie les trouvailles graphiques, au point de rendre certaines d’entre elles pas partiellement ou totalement illisibles". Très rapidement, Franquin tourne en rond avec Gaston et il décide de le mettre dans une bande dessinée qui parait sous forme de deux bandes en bas de page du journal. La série est publiée sous cette forme jusqu'en 1959. Malgré la réticence des services commerciaux des éditions Dupuis vis-à-vis de l'exploitation de ce personnage, un premier album parait en 1960 sous format à l'italienne sur des chutes de papier. La fille de Franquin, Isabelle, nait 8 jours après l’apparition de Gaston dans Spirou. Face au surcroît de travail, il embauche un jeune dessinateur, Jean De Mesmeaker, pour l’aider, et lui emprunte des tics de langage comme "bof" et "m'enfin", pour les mettre dans la bouche de Gaston.
À partir du 24 septembre 1959, la série va occuper une demi-planche du journal Spirou, preuve de son succès auprès des lecteurs. Pour réaliser le gag hebdomadaire, Franquin est aidé par le jeune Jidéhem qui a rejoint son studio. Il était prévu que, par la suite, ce dernier récupère seul la série, mais il n'aimait pas trop les gags. De plus Franquin estimait par ailleurs que sa façon de dessiner avec un trait raide n'était pas adaptée pour le personnage mou qu'est Gaston Lagaffe. Ce qui ne l'empêche pas de confier les décors et l'encrage de la série à son jeune assistant.
Dans Gaston, Franquin met en place un mécanisme de gag qui fait que le déroulement du récit est tout aussi important que la chute parfois simple. Pour construire son gag, il peut aussi bien partir d'une idée de chute et construire l'ensemble de la planche jusqu'au dénouement, que d'une idée sur le déroulement et ainsi trouver une chute presque par obligation pour qu'elle arrive comme une cerise sur un gâteau.
Loin des contraintes du héros Spirou, Gaston permet à Franquin d'exprimer toute une part de sa personnalité : la paresse (jusque dans le dessin mou du personnage, qui, de son propre aveu, le repose énormément), l'insoumission à l'autorité et même un certain côté subversif : ainsi la gaffe no 1 (Spirou no 1026) représente Gaston désagrégeant une colonne militaire avec un sac de noix : un bon exemple du mépris de Franquin qui dit « déteste[r] cordialement tout ce qui est militaire »,.

#### Dépression
Au tout début des années 1960, André Franquin entreprend une nouvelle aventure autour de Zorglub, mais devant le refus de l'éditeur, il laisse Greg reprendre en main le scénario. L'album qui en résulte, QRN sur Bretzelburg (initialement QRM sur Bretzelburg), est le Spirou et Fantasio de trop pour André Franquin : en 1961, il craque, vaincu par une impression tenace de « tourner en rond ». La dépression, doublée d'une hépatite virale, l'empêchera de dessiner pendant plus d'un an, à la notable exception des gags de Gaston (la parution de l'histoire doit être interrompue jusqu'en 1963). C'est à partir de la page dix-neuf que les choses vont se compliquer pour Franquin, au moment de représenter l'intérieur du palais du Royaume du Bretzelburg, notamment les meubles: il ne se sent plus capable de réaliser un décor graphiquement intéressant. Pourtant l'album est considéré par beaucoup comme un chef-d'œuvre. En effet, son auteur y atteint un niveau graphique qu'on ne lui a encore jamais vu, et le scénario, qui plonge Spirou et Fantasio dans une caricature de régime totalitaire, est l'occasion pour lui de donner libre cours à ses penchants antimilitaristes. Paradoxalement, aucun personnage de l'univers habituel de Franquin n'intervient, le monde de Spirou étant réduit au minimum avec Fantasio, Spip et le Marsupilami.
La publication de cette histoire dans Spirou va être très perturbée. D'abord interrompue pendant seize mois, la publication reprend dans le journal à partir du 11 avril 1963 sous forme d'une demi-planche. Durant cette période il continue de travailler sur la série Gaston qui devient l'axe central de son travail. En 1965, il dessine même une histoire de Spirou et Fantasio intitulée Bravo les Brothers qui se déroule entièrement dans l'univers de Gaston. Cette non-aventure est une des seules de la série que Franquin appréciera. En 1967, il dessine sa dernière aventure de Spirou et Fantasio avec l'aide de son ami Peyo et de Gos, assistant de ce dernier, pour paufiner le scénario. Franquin passe un accord avec eux : Peyo et Gos l'aident et il leur rend la pareille pour l'histoire Les Schtroumpfs et le Cracoucass où il participe au scénario, dessine l'oiseau et trouve aussi son nom.
Depuis presque vingt ans qu'il travaille sur Spirou et Fantasio, Franquin a l'impression que cette série ne lui appartient pas et devient une véritable contrainte pour lui. Convaincu par Charles Dupuis de faire une dernière histoire, il va en profiter pour ressortir son idée du retour de Zorglub refusé par l'éditeur six ans auparavant. Avec cette courte histoire de trente-sept planches, Franquin va « détruire » la série en ridiculisant Zorglub, retombé à l'état de bébé, et affublant les trois personnages principaux Spirou, Fantasio et le comte de Champignac de tabliers et donnant le biberon à ce grand enfant. Il lâche la série à la fin de cette histoire en cédant à son éditeur tous les personnages qu'il a créés dans le cadre de la série, sauf le précieux Marsupilami. Néanmoins, il va prodiguer des conseils à son successeur Jean-Claude Fournier et accepter de dessiner le Marsupilami pour une dernière apparition dans la série.

#### Gaston à temps plein
À partir de 1968, Franquin, qui a abandonné la série Spirou et Fantasio, se consacre pleinement — et uniquement — à Gaston, produisant des gags en une planche. Dans le même temps, les personnages de Spirou et Fantasio disparaissent de cette série. En effet, pour lui, un personnage de bande dessinée ne peut pas être en même temps dessiné par deux dessinateurs différents[réf. nécessaire]. C'est donc Léon Prunelle (en remplacement de Fantasio) qui deviendra le souffre-douleur attitré de Gaston, et ce jusqu'à la fin de la série. C'est durant cette période que Franquin et Jidéhem arrêtent leur collaboration, ce dernier se consacrant désormais à sa propre série intitulée Sophie. Lorsque Franquin récupère seul la série, cela fait désormais des années qu'il ne s'est plus occupé des décors d'une planche. À cause de multiples tâches, il a dû déléguer cette partie de son travail, et la réadaptation est difficile. Chez Franquin, désormais, le décor fait partie du gag puisque de petits détails qui amusent le lecteur y sont incorporés.
L'univers définitif de Gaston se met en place durant cette période. Des personnages secondaires comme le dessinateur Yves Lebrac, l'agent de police Longtarin et surtout Mademoiselle Jeanne dont les sentiments pour Gaston Lagaffe ne sont plus cachés, vont considérablement gagner en importance. Un peu plus tard, c'est le chat fou et la mouette rieuse qui intègrent l'univers de Gaston et rejoignent la grande ménagerie de la série déjà bien fournie.
En 1972, la signature de l'auteur, tracée au bas de chaque planche, se met à comporter un gag. Elle est adaptée à partir de la planche no 658 pour devenir elle-même un gag supplémentaire dans le thème de la planche. Pour Franquin, cet empilement de gags est la preuve de sa peur de ne pas faire rire le lecteur et il se sent obligé d'en rajouter pour donner en plus du plaisir lors des relectures. Ainsi, d'autres gags en arrière-plan reviennent régulièrement dans les planches de la série comme le petit chien perdu, ou encore des marques ou enseignes imaginaires, écrites sous forme de jeux de mots, visibles dans la rue.

### Nouveaux projets (1972–1983)

#### Franquin scénariste
Écrivant depuis longtemps les histoires qu'il dessine, il devient ainsi très naturellement scénariste, sa première expérience dans ce domaine est avec la série Isabelle, créée en 1972 par Will au dessin, Yvan Delporte et Raymond Macherot au scénario. Franquin rejoint l'équipe en 1975 après le départ de Raymond Macherot, tombé gravement malade. Le trio se retrouve dans la maison de Will, pour discuter, échanger des idées et élaborer une histoire. Ensuite Franquin confie ses notes à Yvan Delporte qui se charge de mettre en place les dialogues et de rajouter des calembours. Les aventures d'Isabelle se déroulent à l'origine dans un univers poétique, mais Franquin y introduit le fantastique en faisant apparaître des monstres et des sorcières et en faisant voyager les héros dans des mondes parallèles. Il collabore au scénario des albums no 3 à 7.
Franquin exerce ensuite à nouveau le rôle de scénariste aux côtés d'Yvan Delporte et du dessinateur Frédéric Jannin, alors débutant, pour Les Démêlés d'Arnest Ringard et d'Augraphie, en 1978. Il s'agissait d'un vieux projet dormant dans les tiroirs et contant les aventures d'un jardinier tentant par tous les moyens de se débarrasser d'une taupe envahissante. Cette idée, qu'il voulait exploiter depuis longtemps sans jamais en avoir eu le courage, lui vient de son enfance lorsque son grand-père chassait les taupes de son potager. Franquin a même dessiné depuis longtemps les deux personnages de la série. À la disparition du Trombone illustré, il embarque, avec Yvan Delporte, le jeune dessinateur Frédéric Jannin sur le projet. La première histoire est publiée en avril 1978 ; suivront plusieurs autres récits complets, ainsi qu'un album publié en 1981. Le fait qu'il soit publié avec une couverture souple et non cartonnée est une preuve pour le trio que les services commerciaux des éditions Dupuis ne croient guère en la série et ils décident de ne pas continuer. En 1990, un nouveau rédacteur en chef arrive à Spirou, supprime la série de Frédéric Jannin Germain et nous… et relance l'ancienne série — Les Démêlés d'Arnest Ringard et d'Augraphie — avec le même trio pour un come-back de courte durée.

#### Aventure du Trombone illustré
En 1977, on voit apparaître au centre du journal Spirou un curieux supplément de huit pages appelé Le Trombone illustré. L'idée est d'André Franquin qui commence alors à s'ennuyer après plus de trente ans de publication dans Spirou, toujours sur les mêmes thèmes consensuels et le même style graphique. Par fidélité, il refuse de quitter Spirou et tente alors avec l'aide de son ami Yvan Delporte de changer les choses de l'intérieur en créant un suppléant de Spirou qui aborde un ton impertinent. Le directeur du journal, Charles Dupuis, qui ne peut dire non à André Franquin, accepte, bien qu'il souhaite plutôt un journal poétique. Ils obtiennent aussi une totale indépendance par rapport au rédacteur en chef et à l'éditeur du journal.
Le 17 mars 1977, le premier numéro du Trombone illustré est intégré dans le no 2031 du journal Spirou. André Franquin y crée sa série intitulée Idées noires, il dessine aussi vingt-six des trente titres du journal qui chacun racontent une histoire. C'est énormément de travail puisque chaque titre est différent même si les personnages l'entourant reviennent toutes les semaines, dont notamment un évêque qui ne plait pas à Charles Dupuis. Après la censure d'un gag de Germain et nous… de Frédéric Jannin, l'équipe met fin à l'aventure au bout de trente numéros, après une ultime parution le 20 octobre 1977.

#### «Période noire»
En 1977, dans Le Trombone illustré, André Franquin entame une nouvelle série, les Idées noires, qui représente une rupture radicale avec tous ses travaux antérieurs. Lassé des conventions de la bande dessinée franco-belge, il s'y exprime d'une façon nouvelle, toujours drôle mais beaucoup plus agressive. Dans un dessin à détails, en noir et blanc, avec un emploi massif d'aplats noirs, André Franquin dénonce avec férocité les aspects sordides de notre société. Ses cibles favorites sont les profiteurs, les chasseurs, les militaires, les présomptueux, la société polluante, le spectacle, la religion, et peut-être aussi l'espèce humaine en général. À l'image du dessin, l'humour est très noir, les personnages meurent souvent. L'ensemble crée une sensation cauchemardesque, évoquant un univers où la clarté n'existe plus. Après la fin du Trombone illustré, les Idées noires continuent dans le journal Fluide glacial, dirigé par Gotlib, admirateur et ami de Franquin. Une soixantaine de planches seront ainsi publiées, avant d'être éditées en album en 1981. Franquin ne contribue au journal Fluide glacial qu'avec les Idées noires. Quelques planches et courts récits en collaboration avec Marcel Gotlib paraissent, mettant notamment en scène un chat nommé Slowburn (un album pirate sortira par la suite), une fable titrée Le Pétomane et le renard ou encore une mouche qui repeint son plafond.
Avant les Idées noires, il y eut les monstres de Franquin. Publiée presque anonymement[pas clair] dans des fanzines de bande dessinée tirés parfois à simplement quelques centaines d'exemplaires. Il s'agit de monstres cauchemardesques qu'André Franquin a pris l'habitude de griffonner pendant les réunions professionnelles où il s'ennuie. Dans les années 1970, René Goscinny, scénariste d'Astérix, lui propose de mettre ses monstres dans une série qu'il scénarisera et de la publier dans le journal Pilote qu'il dirige, mais Franquin n'ose pas franchir le pas. En 1977, lors du festival de la bande dessinée d'Angoulême, il assiste à un film, composé d'un montage de l'intégralité de ses monstres, qui s'intitule Cauchemar noir et se laisse convaincre par trois jeunes apprentis éditeurs de publier un recueil intitulé Cauchemarrant. Dans le même esprit, une planche réalisée pour l’ONG Amnesty International et présentant un Gaston Lagaffe torturé par des militaires totalitaires paraîtra en 1979.

#### Un Gaston plus politique
Si durant cette période André Franquin multiplie les projets, il n'en oublie pas sa série principale Gaston qui connaît malgré tout une baisse de production. Avec tous ses projets, Franquin est très occupé et prend des libertés avec le gag traditionnel en une planche pour revenir aux débuts de la série en dessinant de nouveau des demi-planches et des dessins-gags selon son inspiration. D'autre part, il est mécontent du contenu, trop militaire à son goût, souhaité par la direction du journal, et il n'hésite pas à le montrer dans les gags de la série. Pour augmenter le rythme de parution le rédacteur en chef de Spirou a une astuce, faire paraître chaque semaine où Franquin n'aura pas fourni un nouveau gag une ancienne planche de la série, dans une rubrique intitulée Le coin des classiques. Comme il déteste revoir ses anciens dessins, estimant que « le dessin a vieilli », il est obligé de fournir le plus régulièrement possible un gag pour le journal.
Durant cette période Franquin dessine un Gaston Lagaffe plus adulte, sa relation avec Mademoiselle Jeanne devient sérieuse tout en restant néanmoins platonique. À travers son personnage, il s'engage dans des combats politiques comme l'écologie, la sauvegarde des baleines, contre les armements et contre l'injustice en général. Franquin va d'ailleurs mettre son personnage au service de Greenpeace, l'Unicef et Amnesty International. Il indiquait aussi avoir été « un grand lecteur de Charlie Hebdo » et ne s'être « pas senti capable d'accepter » les « avances » que le journal lui a faites. Au travers de Gaston Lagaffe, il montre une aversion aux parcmètres, qu'il qualifie de mange-fric inesthétique, au point de mener une guerre contre eux que les lecteurs ne vont pas hésiter à suivre en menant des actions rapportées à l'auteur. En 1982, Franquin fait une nouvelle dépression et arrête ses différents travaux, aussi bien Gaston que les Idées noires.

### Demi-retraite agitée (1984–1997)

#### Retour du Marsupilami
En 1984, Franquin sort de deux années de dépression qui ont interrompu tous ses projets. Il est remotivé par une rencontre avec des enfants de onze à quatorze ans lors du festival de bande dessinée d'Angoulême qui lui ont raconté d'anciens gags de Gaston : Franquin prend conscience du plaisir qu'il donne à ses lecteurs. Il se remet à dessiner Gaston, même si l'énergie n'est plus aussi facile à trouver qu'autrefois.
En 1987, c'est le retour fracassant d'une de ses créations, le Marsupilami. André Franquin l'avait gardé pour lui lors du passage de relais de la série Spirou et Fantasio, mais n'avait jamais eu le courage de l'exploiter autrement que par des gags ou des histoires courtes publiées occasionnellement. Convaincu par Jean-François Moyersoen, un entrepreneur qui adore son œuvre, il lui vend les droits du personnage afin qu'il soit exploité dans sa propre série, dans sa maison d'édition intitulée Marsu Productions. Pour l'occasion il s'associe de nouveau avec Greg qui lui écrit un scénario ; quant au dessin, il est assuré par Franquin assisté d'un jeune dessinateur travaillant dans la société gérant les droits des produits dérivés chez Dupuis, qui prend le pseudonyme de Batem. Après un deuxième album écrit par Greg, Franquin propose à Yann de scénariser le troisième. C'est aussi à partir de cet album que Franquin se désengage de la série, estimant que Batem, qu'il a formé, est assez mûr pour en assurer seul le graphisme. Il se contente dorénavant d'un rôle de metteur en scène, proposant des idées pour le scénario et supervisant le travail du duo. Pour cette série, il réutilise des personnages qu'il a créés auparavant dans divers travaux, tel Bring M. Backalive, le chasseur de marsupilamis apparu en 1978 dans Gaston et le Marsupilami, un album fait à regret et composé de planches inédites et de quelques planches rééditées. Autre personnage de Franquin réutilisé pour cette série, Noé et son trio de singes créés dans l'histoire Bravo les Brothers.

#### Les Tifous
Univers enfantin créé de toutes pièces par Franquin pour une série animée, Les Tifous représentent une anecdote dans son œuvre, mais ils auront pourtant une importance énorme pour lui. Il réalise en effet pour ce projet une masse colossale de travail, au point de perdre peu à peu le contact avec Gaston Lagaffe, dont la parution devient irrégulière. Trois années durant, Franquin travaille avec acharnement, réalisant des milliers de dessins qui donneront lieu à 78 épisodes de dessin animé de cinq minutes chacun, diffusés à la télévision en 1990. Pour le scénario il est aidé par son vieux complice Yvan Delporte, ainsi que par le duo Xavier Fauche et Jean Léturgie. Mais le succès n'est pas à la hauteur de l'investissement : victimes d'un budget étriqué, les Tifous ne durent guère et sont rapidement oubliés du public. Il n'en reste qu'un album paru en 1990 : Les Tifous, chez Dessis Éditeur. Gaston paye cher cette tentative d'incursion dans le monde du dessin animé : ayant perdu le rythme nécessaire à la production d'un gag hebdomadaire, Franquin abandonne finalement son héros favori, dont la dernière gaffe, la no 909, paraît dans le Spirou no 2776 du 26 juin 1991.

#### Dernières années
En 1992, Franquin cède à Marsu Productions ses droits sur une grande partie de son travail, dont Gaston, ses monstres, et les Idées noires. Il ne cesse pourtant pas tout travail, et raconte lors d'interviews à quel point il aime encore dessiner. Reconnu comme l'un des très grands de la bande dessinée, il est décoré en 1991 de l'ordre de Léopold, la plus importante décoration honorifique belge. En 1994, Marsu Productions vend les droits d'adaptation du Marsupilami à Disney qui en fait un dessin animé. Il retrouve en 1996 les feux de l'actualité, à l'occasion de la parution de l'album no 15 de Gaston, attendu depuis dix ans par ses fans. L'album est un immense succès : 650 000 exemplaires en sont écoulés en moins de six semaines. Cet album sera le dernier : le 5 janvier 1997, deux jours après son 73e anniversaire , André Franquin meurt d'un infarctus, à Saint-Laurent-du-Var, près de Nice, dans les Alpes-Maritimes.
Le corps de Franquin est incinéré dans la plus stricte intimité le 11 janvier 1997 à Cagnes-sur-Mer dans le sud-est de la France.

## Œuvre

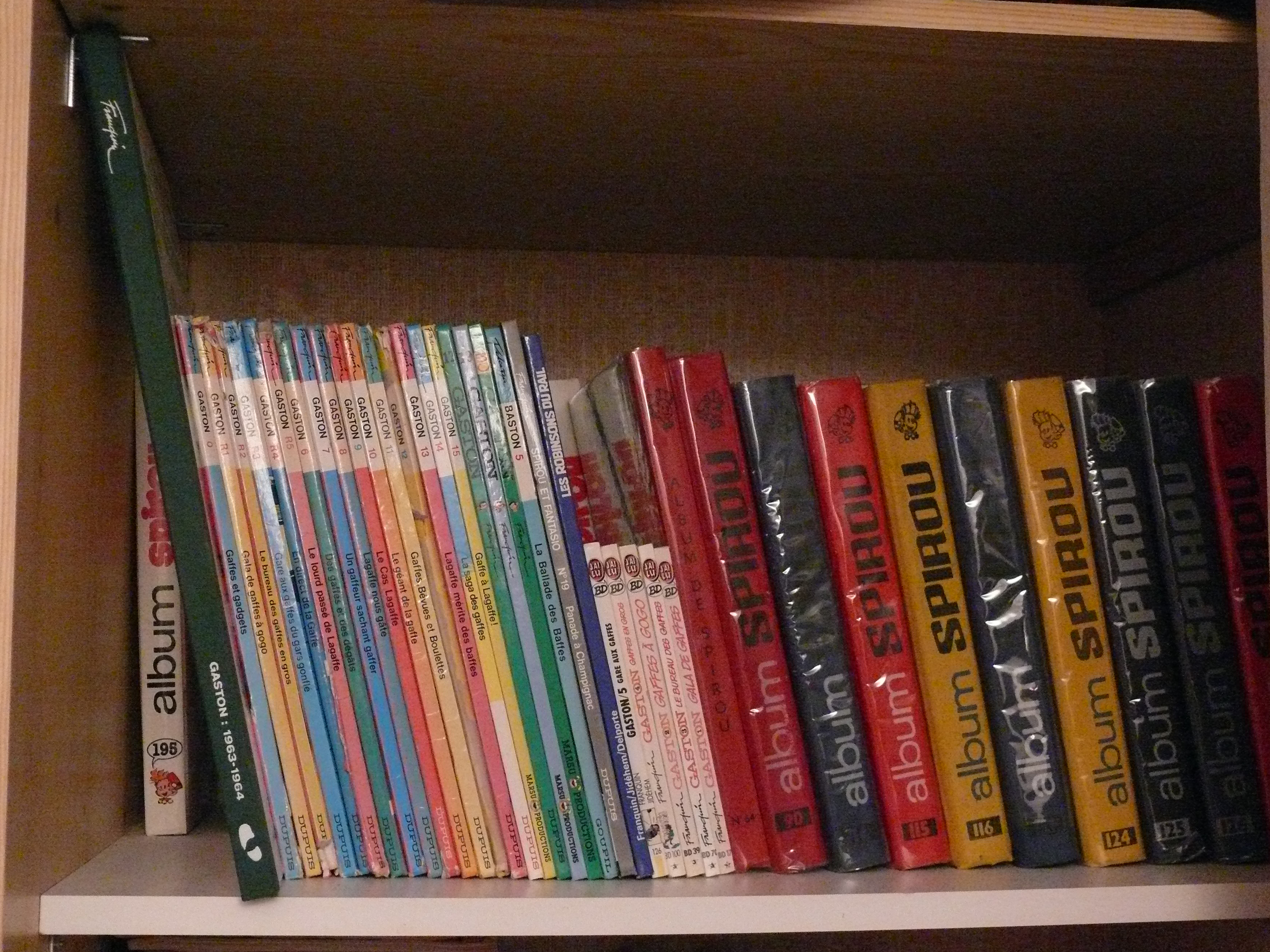
Albums de la série Gaston et recueils du journal Spirou.

### Albums

#### Spirou et Fantasio
Le premier album d'André Franquin sort en 1948, il s'agit d'un album de la série Spirou et Fantasio considéré comme le deuxième album hors série. Deux ans plus tard, sort le premier album de cette série intitulé 4 aventures de Spirou et Fantasio, qui comprend les histoires Spirou et les plans du robot, Spirou sur le ring, Spirou fait du cheval et Spirou chez les Pygmées. En 1951, sort le deuxième album de la série, intitulé Il y a un sorcier à Champignac sur un scénario d'Henri Gillain (sous le pseudonyme de Jean Darc). Il s'agit de l'album où apparaît pour la première fois le village de Champignac-en-Cambrousse, ainsi que son comte et son maire. L'année suivante, sort le troisième album de la série. Cette fois, Franquin partage l'album avec Jijé où ils signent deux histoires chacun. Les histoires Les Chapeaux noirs et Mystère à la frontière sont celles d'André Franquin. La même année, sort le quatrième album intitulé Spirou et les Héritiers qui cette fois est de Franquin seul. C'est dans cet album qu'est créé le Marsupilami et le cousin maléfique Zantafio. En 1954, sort Les Voleurs du marsupilami, le cinquième album de la série, dont l'idée du scénario est soumise par Geo Salmon (sous le pseudonyme de Jo Almo). L'année suivante, sort le sixième album intitulé La Corne de rhinocéros.
En 1956, sortent les albums Le Dictateur et le Champignon et La Mauvaise Tête. Le premier est sur scénario de Maurice Rosy et le second comporte une deuxième histoire intitulée Touchez pas aux rouges-gorges. L'année suivante voit la naissance du neuvième album de la série Spirou et Fantasio, intitulé Le Repaire de la murène. En 1958, le dixième album intitulé Les Pirates du silence est composé de deux histoires, Les Pirates du silence et La Quick Super, la première histoire sur scénario de Maurice Rosy. En 1959, paraît le onzième album de la série intitulé Le gorille a bonne mine (qui comprend aussi Vacances sans histoires). En 1960, sort le douzième album intitulé Le Nid des marsupilamis (qui comprend aussi l'histoire La Foire aux gangsters), le treizième album intitulé Le Voyageur du Mésozoïque (qui comprend aussi l'histoire La Peur au bout du fil) et le quatorzième album, Le Prisonnier du Bouddha. Jidéhem participe aux décors de ces trois albums et Greg aux scénarios des deux derniers.
Après Le Nid des marsupilamis, Franquin est accusé de sexisme dans la représentation de la journaliste Seccotine parce qu'elle conduit une Vespa « de façon désastreuse », ce qui est contesté par son biographe Bob Garcia qui rappelle que, dans Vacances sans histoire, c'est au contraire Fantasio qui conduit « de façon désastreuse » au point de manquer de renverser la même Seccotine circulant sur une Vespa et que de « nombreux accidents de voiture » sont commis par des hommes dans la série, notamment trois personnages masculins différents. Franquin a éludé ces critiques en déclarant que « les clivages en tout genre, racisme, antiracisme, machisme, féminisme, etc, sont la source de la ségrégation ».
L'année suivante, c'est l'avènement du quinzième album intitulé Z comme Zorglub, puis du seizième, L'Ombre du Z, en 1962, sur un scénario écrit avec Greg et des décors de Jidéhem.
En 1961, avec l'aide de Roba au dessin, sort le dix-septième album de Spirou et Fantasio intitulé Spirou et les Hommes-bulles, qui reprend deux histoires publiées dans le journal Le Parisien libéré intitulées Spirou et les Hommes-bulles et Les Petits Formats. En 1966, le dix-huitième album de Spirou et Fantasio intitulé QRN sur Bretzelburg est réalisé sur scénario de Greg ; cette histoire a été publiée sur une durée de trois ans dans le journal Spirou en raison de la dépression de son créateur. La version parue en album a aussi été raccourcie par rapport à la première version parue dans Spirou. Panade à Champignac, le dix-neuvième album, est publié en 1969, et est composé de deux histoires : la première est réalisée avec la participation de Jidéhem au dessin et du duo Peyo-Gos pour le scénario, la deuxième, intitulée Bravo les Brothers, l'est seulement avec l'aide de Jidéhem pour le graphisme. Il s'agit des deux dernières histoires originales de Franquin. Néanmoins, en 1973, les éditions Dupuis font paraître un album intitulé Tembo Tabou, composé d'une histoire parue dans les années 1950 dans Le Parisien libéré, réalisée avec l'aide de Jidéhem et Roba, et d'une autre histoire titrée La Cage.

#### Modeste et Pompon
Le premier album de la série Modeste et Pompon intitulé 60 Aventures de Modeste et Pompon est publié en 1958 aux Éditions du Lombard. L'année suivante sort le deuxième album de Modeste et Pompon intitulé Bonjour Modeste. Le troisième album de la série intitulée Tout plein de gags ne sort qu'en 1973, Franquin ne participant plus à la série. Il s'agit d'un album composé d'inédits paru dans Le Journal de Tintin.

#### Gaston
En 1960, est publié le premier album de la série Gaston en format à l'italienne de 8 × 19,5 cm, considéré comme le no 0 de la collection. En 1963, l'album numéro deux intitulé Gaffes en gros ; comme les quatre albums suivants, il a un format à l'italienne de 15 × 22 cm. À partir de cette année, un album par an sera publié. Le premier album en grand format s'intitule Des gaffes et des dégâts, il est numéroté six (1968). Les planches parues dans les six premiers albums en format à l'italienne sont progressivement republiées dans des albums en grand format dans les années 1970 et 1980.
À partir du douzième album en 1974, la série va connaître un trou de cinq années dans sa publication : l'album numéro treize, Lagaffe mérite des baffes, n'est publié qu'en 1979, suivi de La Saga des gaffes en 1982. Après une très longue absence, la série reprend en 1996 avec le quinzième album intitulé Gaffe à Lagaffe !, publié quelques semaines avant le décès de l'auteur.
La série va ensuite être republiée intégralement en dix-huit albums (reprenant toutes les planches des éditions précédentes en les classant par ordre chronologique) auxquels s'ajoutera en 1999 un dix-neuvième et dernier album.
En 2018, la série connaît une nouvelle réédition en vingt-deux tomes, avec une nouvelle colorisation par Frédéric Jannin et de nombreux inédits.
Le 17 mars 2022, les éditions Dupuis annoncent, à l’occasion du festival de la bande dessinée d’Angoulême, la sortie d’un nouvel album de Gaston dessiné par le québécois Delaf à paraître le 19 octobre 2022,. Le 29 mars 2022, Isabelle Franquin, fille du dessinateur, saisit la justice belge en urgence pour empêcher toute publication d’un nouvel album en faisant valoir les volontés de son père et son droit moral.

#### Isabelle
Franquin participe avec Yvan Delporte au scénario de plusieurs albums de la série avec Will au dessin à partir du troisième album intitulé Les Maléfices de l'Oncle Hermès et publié en 1978 aux éditions Dupuis. Le quatrième album intitulé L'Astragale de Cassiopée sort l'année suivante, puis le cinquième intitulé Un empire de dix arpents en 1980. En 1983, le sixième album intitulé L'étang des sorciers et enfin en 1986 le septième album intitulé L'envoûtement du Népenthés qui constitue la dernière participation d'André Franquin au scénario de la série.

#### Idées noires
Le premier album des Idées noires paraît en 1981 aux éditions Audie dans la collection Fluide glacial. Un second volume est publié en 1984. Cette même maison d'édition republie l'intégrale de la série en un seul album en 2001.

#### Autres publications
Le premier album de la série Petit Noël intitulé Noël et l'Elaoin sous forme de mini-récit est publié en 1959. En 1966, paraissent dans la Collection du Carrousel, Joyeuses Pâques pour mon petit Noël, et Les étranges amis de Noël, deux livres illustrés d'une vingtaine de pages, sur des textes de Will et des illustrations de Franquin.

### Revues

#### Spirou
Franquin débute dans Spirou en 1944 avec un roman à suivre intitulé L’Aile rouge avec Yves Legros comme coauteur, publié du no 7/44 au no 44/45. Ses véritables débuts dans Spirou ont lieu en 1946 dans le no 427 avec l'histoire à suivre intitulée Les maisons préfabriquées de la série Spirou et Fantasio, histoire qu'il reprend à Jijé en plein milieu d'une planche. Désormais Franquin est l'auteur de la série vedette du journal de Marcinelle. À partir de 1951, il va en plus illustrer, pendant plusieurs années, de nombreuses chroniques et rédactions du journal comme Spirou auto (renommé Starter dès l'année suivante), Spirou sciences ou encore Lecteurs, votre coin (ces deux dernières jusqu'à l'année suivante). Deux ans plus tard, il assure le dessin présent en couverture quasiment à chaque numéro. En 1957, il crée deux nouvelles séries pour Spirou. Elles sont publiées respectivement à partir du no 1027 et no 985, la première s'intitule Petit Noël, elle va faire son apparition de temps en temps dans le journal, la deuxième s'intitule Gaston et va connaitre une grande carrière dans Spirou, d'abord sous forme d'illustration pour animer le journal, puis en gag. Deux ans plus tard c'est la série Le Boumptéryx qu'il crée en compagnie de Roba, Jidéhem et Marcel Denis, publiée à partir du no 1092, Franquin ne participera qu'a cette seule histoire à suivre. Au cours de cette décennie, il assure diverses chroniques du journal, Le Fureteur, Spirou-aviation, Coin des petits curieux, Référendum, les illustrations des concours, ainsi qu'une histoire des Belles Histoires de l'oncle Paul en compagnie de Jidéhem, Roba et Octave Joly. Durant cette période, il invente un duo de personnages composé d'un point d'interrogation et d'un point d’exclamation souvent appelé le « duo des points ». Le point d’interrogation pose des questions auxquelles le point d'exclamation répond et permet de présenter d'une façon amusante le sommaire du numéro de la semaine suivante.
En 1960, Franquin est l'auteur de Spirou et Fantasio, la série vedette du journal, ainsi que de Gaston et de divers rédactionnels, par contre il a arrêté d'illustrer en 1957 la chronique Starter qu'il a confiée à son assistant Jidéhem. L'histoire à suivre QRN sur Bretzelburg de la série Spirou et Fantasio, qui commence à être publiée en 1961 dans le no 1205 va connaitre une publication particulièrement compliquée. Elle coïncide avec la période de la dépression et de l'hépatite qui frappe André Franquin et qui va l'obliger à arrêter pratiquement tout travail sauf Gaston qui continue d'être publié hebdomadairement, et quelques illustrations, interrompue pendant deux ans (elle se termine en 1963 dans le no 1340). Il abandonne la série Spirou et Fantasio en 1967 après une ultime histoire intitulée Panade à Champignac. Désormais il se concentre sur la série Gaston qui est publiée sous forme de gags d'une planche, mais il continue d'assurer ponctuellement des illustrations pour le journal et le dessin de la couverture. Il anime cette dernière avec des vignettes amusantes qui annonce la série de la semaine mise en valeur par le journal ; il arrête avec l'arrivée du Trombone illustré dans les années 1970.
Le début de la décennie continue comme la précédente, Gaston est publié chaque semaine et Franquin continue de dessiner des illustrations pour des chroniques ou pour animer le journal. Des gags ou histoires complètes du Marsupilami sont aussi publiés ponctuellement. La publication régulière des gags de Gaston va commencer à décliner au cours de l'année 1973. Franquin entame au cours de cette période plusieurs nouveaux projets, dont Isabelle à partir du no 1929 de 1975, une série qu'il reprend en cours et où il assure le scénario en compagnie de son ami Yvan Delporte sur dessin de Will. Durant cette période où les publications de Franquin déclinent dans le journal, la rédaction va republier d'anciens gags de Gaston et d'anciennes histoires de Spirou et Fantasio. En 1977, il lance avec quelques collègues, dans le no 2031, un supplément à Spirou intitulé Le Trombone illustré. Le principe est d'insuffler une ligne éditoriale différente de Spirou en publiant des bandes dessinées et des parties rédactionnelles sur l'actualité ou la société. L'expérience ne durera que trente semaines et finira par se saborder après une "censure" des éditeurs. Franquin y publie notamment la série Idées noires. L'année suivante il lance dans le no 2088, en compagnie d'Yvan Delporte avec qui il assure le scénario sur dessin de Frédéric Jannin, la série Les Démêlés d'Arnest Ringard et d'Augraphie qui sera publiée ponctuellement pendant deux ans. Pendant la seconde partie de la décennie, Franquin va quasiment abandonner le dessin d'illustration pour le journal, assurant quand même quelquefois la couverture de l'hebdomadaire.
Au début de la décennie 1980, il scénarise pour Jannin la série Les Démêlés d'Arnest Ringard et d'Augraphie (qui s'arrête dès l'année 1980), pour Will la série Isabelle, et réalise des planches du Marsupilami et surtout de Gaston, publié désormais au rythme de quatre-cinq gags par an. À la fin de la décennie, les monstres d'André Franquin sont publiés dans une rubrique intitulée Monstre par semaine. Il illustre aussi quelques rédactionnels et couvertures chaque année. La décennie 1990 est la dernière de Franquin dans Spirou. Le dernier gag de Gaston est publié en 1991 dans le no 909, néanmoins le rédacteur en chef ressuscite la série Les Démêlés d'Arnest Ringard et d'Augraphie en 1993, ce qui permet a Franquin d'être encore au sommaire du journal avec Yvan Delporte et Frédéric Jannin. La dernière publication originale a lieu dans le no 3068 avec une histoire de cinq pages des Démêlés d'Arnest Ringard et d'Augraphie.
| Série              | Titre                          | Début  | Fin    |
| ------------------ | ------------------------------ | ------ | ------ |
| Spirou et Fantasio | Les Maisons préfabriquées      | no 427 | no 442 |
| Spirou et Fantasio | La Vieille Dame                | no 444 | no 447 |
| Spirou et Fantasio | Saint-Nicolas                  | no 448 | no 452 |
| Spirou et Fantasio | L'Héritage                     | no 453 | no 491 |
| Spirou et Fantasio | Sur la plage                   | no 492 | no 495 |
| Spirou et Fantasio | Le Robot                       | no 496 | no 540 |
| Spirou et Fantasio | Sur le ring                    | no 541 | no 566 |
| Spirou et Fantasio | Spirou fait du cheval          | no 567 | no 574 |
| Spirou et Fantasio | Chez les Pygmées               | no 589 | no 616 |
| Spirou et Fantasio | Les Chapeaux noirs             | no 617 | no 635 |
| Spirou et Fantasio | Mystère à la frontière         | no 636 | no 652 |
| Spirou et Fantasio | Il y a un sorcier à Champignac | no 653 | no 685 |
| Spirou et Fantasio | Les Héritiers                  | no 693 | no 726 |
| Spirou et Fantasio | Les Voleurs du marsupilami     | no 729 | no 761 |
| Spirou et Fantasio | La Turbotraction               | no 764 | no 787 |
| Spirou et Fantasio | La Corne de rhinocéros         | no 788 | no 797 |
| Spirou et Fantasio | Le Dictateur et le Champignon  | no 801 | no 838 |
| Spirou et Fantasio | La Mauvaise Tête               | no 840 | no 869 |
| Spirou et Fantasio | Le Repaire de la murène        | no 871 | no 904 |
| Spirou et Fantasio | La Quick super                 | no 907 | no 915 |
| Spirou et Fantasio | Les Pirates du silence         | no 916 | no 940 |
| Spirou et Fantasio | Le Gorille a bonne mine        | no 944 | no 966 |

| Série              | Titre                               | Début   | Fin     |
| ------------------ | ----------------------------------- | ------- | ------- |
| Spirou et Fantasio | Le film de l’année : le Marsupilami | no 969  | no 991  |
| Spirou et Fantasio | Le Voyageur du Mésozoïque           | no 992  | no 1018 |
| Spirou et Fantasio | Vacances sans histoires             | no 1023 | no 1033 |
| Spirou et Fantasio | La Foire aux gangsters              | no 1034 | no 1045 |
| Spirou et Fantasio | Le Prisonnier du Bouddha            | no 1048 | no 1082 |
| Spirou et Fantasio | La Peur au bout du fil              | no 1086 | no 1092 |
| Le Boumptéryx      | L’île au boumptéryx                 | no 1092 | no 1095 |
| Spirou et Fantasio | Z comme Zorglub                     | no 1096 | no 1136 |
| Spirou et Fantasio | L'Ombre du Z                        | no 1140 | no 1183 |
| Spirou et Fantasio | Q.R.N. sur Bretzelburg              | no 1205 | no 1237 |
| Spirou et Fantasio | Spirou et les petits formats        | no 1273 | no 1302 |
| Spirou et Fantasio | Q.R.M. sur Bretzelburg (suite)      | no 1303 | no 1340 |
| Spirou et Fantasio | Bravo les Brothers                  | no 1435 | no 1455 |
| Spirou et Fantasio | Panade à Champignac                 | no 1539 | no 1556 |
| Spirou et Fantasio | Tembo Tabou                         | no 1721 | no 1723 |
| Isabelle           | Les Maléfices de l’oncle Hermès     | no 1929 | no 1935 |
| Isabelle           | L’île dont on ne revient pas        | no 1965 | no 1972 |
| Isabelle           | L’Astragale de Cassiopée            | no 2019 | no 2035 |
| Isabelle           | Un Empire de dix arpents            | no 2111 | no 2137 |
| Isabelle           | L’Étang des sorciers                | no 2217 | no 2236 |
| Isabelle           | L’Envoûtement                       | no 2477 | no 2480 |

#### Tintin
En 1955, après une brouille avec Charles Dupuis il rejoint les éditions Le Lombard, grande concurrente de Dupuis et leur journal : Tintin. Il y crée pour l'occasion la série Modeste et Pompon à partir du no 42/55. Rapidement réconcilié avec Charles Dupuis, il va publier en même temps dans les deux grands journaux de bande dessinée de l'époque Tintin et Spirou, chose impensable à l'époque. La série est publiée hebdomadairement avec divers scénaristes comme Peyo, René Goscinny, Tibet ou encore Greg. En 1959 il quitte Tintin, sa dernière publication a lieu dans le no 27/59. La série est reprise ensuite par Dino Attanasio.

#### Fluide glacial
La première publication d'André Franquin dans le journal Fluide glacial a lieu dans le no 7 publié en 1976 avec un gag d'une planche coréalisé avec Gotlib, rédacteur en chef et fondateur du journal. Les deux auteurs vont contribuer ensemble en réalisant quelques gags et courts récits mettant en scène deux chats nommés Slowburn, l'histoire d'une mouche qui repeint son plafond, un martien qui oublie de refermer sa braguette, une fable nommée Le pétomane et le renard, ainsi qu'une collaboration à une histoire collective ou il met en scène un petit oiseau. Il va être publié régulièrement dans le journal à partir du no 18 avec ses Idées noires créée auparavant dans Le Trombone illustré. Les Idées noires sont publiées régulièrement jusqu'en 1982, même si la dernière publication a lieu en 1984 dans le no 83, par la suite la série va connaître plusieurs périodes de republication. En parallèle avec ses Idées noires, il va continuer à publier à plusieurs reprises des gags d'une planche ou de courtes histoires humoristiques avec Marcel Gotlib.

### Divers
En 1977, André Franquin réalise la couverture d'une nouvelle édition du roman L'Homme qui devint gorille de H. J. Magog.

## Reconnaissance

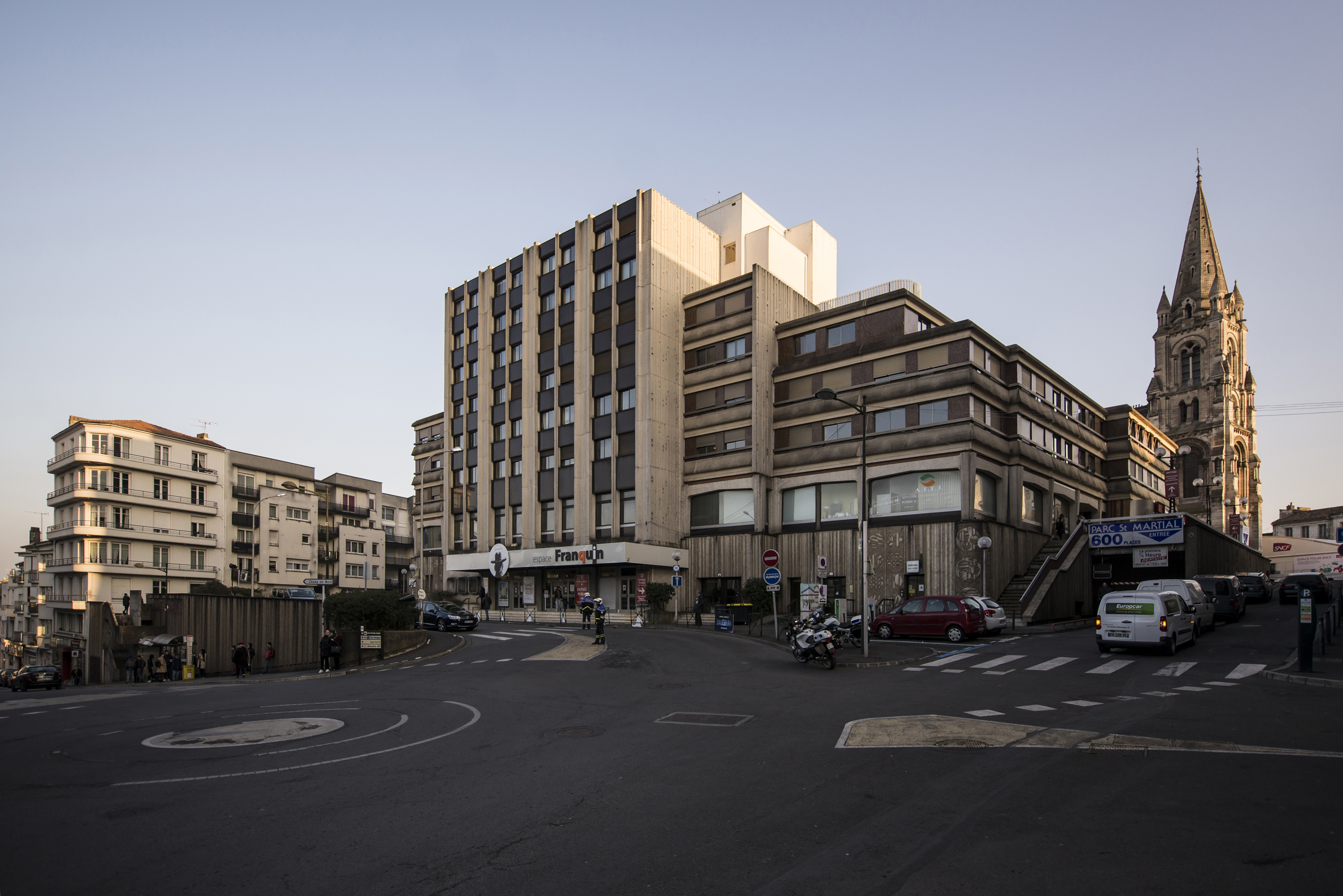
L'Espace Franquin à Angoulême.

### Hommages

#### Influence
De très nombreux auteurs de bande dessinée européenne ont déclaré avoir été influencés par Franquin, comme Gotlib qui déclare qu'en apprenant à dessiner avec l'album Le Nid des marsupilamis, Franquin a été son professeur de bande dessinée sans le savoir. Il accuse aussi certains auteurs comme Pierre Seron, auteur de la série Les Petits Hommes, d'avoir plagié sa façon de dessiner en recopiant des attitudes et des mouvements de ses propres planches. Bar2 est extrêmement inspiré du style de Franquin des années 1970 pour le Joe Bar Team (albums 1 et 5 seulement).

#### Représentation
À de nombreuses reprises ses collègues dessinateurs lui ont rendu hommage en le représentant dans leurs séries respectives, Alexis avec qui il a travaillé au Trombone illustré, Bédu dans Les Psy, Yves Chaland à deux reprises dans la revue Métal hurlant, Paul Deliège dans une histoire hommage intitulée La confession de Gaston publiée en 1987, Jean-Claude Fournier, qui lui a succédé au dessin de la série Spirou et Fantasio, dans une histoire hommage intitulée Joyeuses Pâques Papa, et Greg dans un album d'Achille Talon, Achille Talon et le monstre de l'Étang Tacule où il met en scène Héliacin Frusquin, un personnage de dessinateur dépressif incapable de dessiner autre chose que des monstres (qu'il croit être une représentation fidèle de la réalité). Jijé dans l'histoire Fantasio et la Jeep croque ses élèves dont Franquin. Dans la série Pauvre Lampil qui traite de l'univers de la bande dessinée, le dessinateur Lambil représente Franquin dans une histoire se déroulant au Festival international de la bande dessinée d'Angoulême. Morris, ami de la première heure de Franquin, représenta plusieurs Franquin dans la série Lucky Luke. Roba, qui fut l'un des dessinateurs présents au studio de Franquin le croqua à plusieurs reprises dans des histoires sur la bande dessinée publiée dans Spirou ou dans Le Trombone illustré. Pierre Seron, dessine en 1971 une histoire intitulée Le jardin extraordinaire de Franquin. Tome et Janry le représentent comme un ancien professeur de Spirou dans une histoire de l'album La Jeunesse de Spirou. François Walthéry, dessine tous les auteurs de Dupuis dans un récit de sa série Natacha intitulé Les Petits Miquets. Will, représente ses deux scénaristes dont Franquin dans la dernière case de l'histoire L'astragale de Cassiopée de la série Isabelle. Zep, dans un petit ouvrage sur la bande dessinée représente les grands auteurs du 9e art dont Franquin. Hergé a déclaré à propos de Franquin : « Mais comment peut-on nous comparer?… Lui, c'est un grand artiste, à côté duquel je ne suis qu'un piètre dessinateur ».

#### Publication
En 1983, un collectif d'auteurs dessine un album parodiant la série Gaston faussement numéroté « 5 » (à la suite des aléas de la publication de Gaston, il n'y avait pas d'album numéro cinq à l'époque) et intitulé Baston Labaffe no 5 : La Ballade des baffes. L'auteur a été très amusé par cette œuvre et donne son autorisation pour la parution et promet même de faire la préface (la préface de l'album, quoique signée Franquin, ne sera pas écrite par Franquin mais par Yvan Delporte pastichant Franquin). En 2008, Piak et Turalo ont créé une série, Le blog de Franquin, dans laquelle ils mettent aux prises un Franquin mort-vivant en prise aux difficultés de monter un blog à succès. L'album, publié sans accord des ayants droit d'André Franquin, a dû être retiré de la vente sur demande de Marsu Productions.
Dans la bande dessinée Louca, prépubliée dans le Journal de Spirou depuis 2012, le héros fréquente le lycée André Quanfrin.

### Monde de Franquin

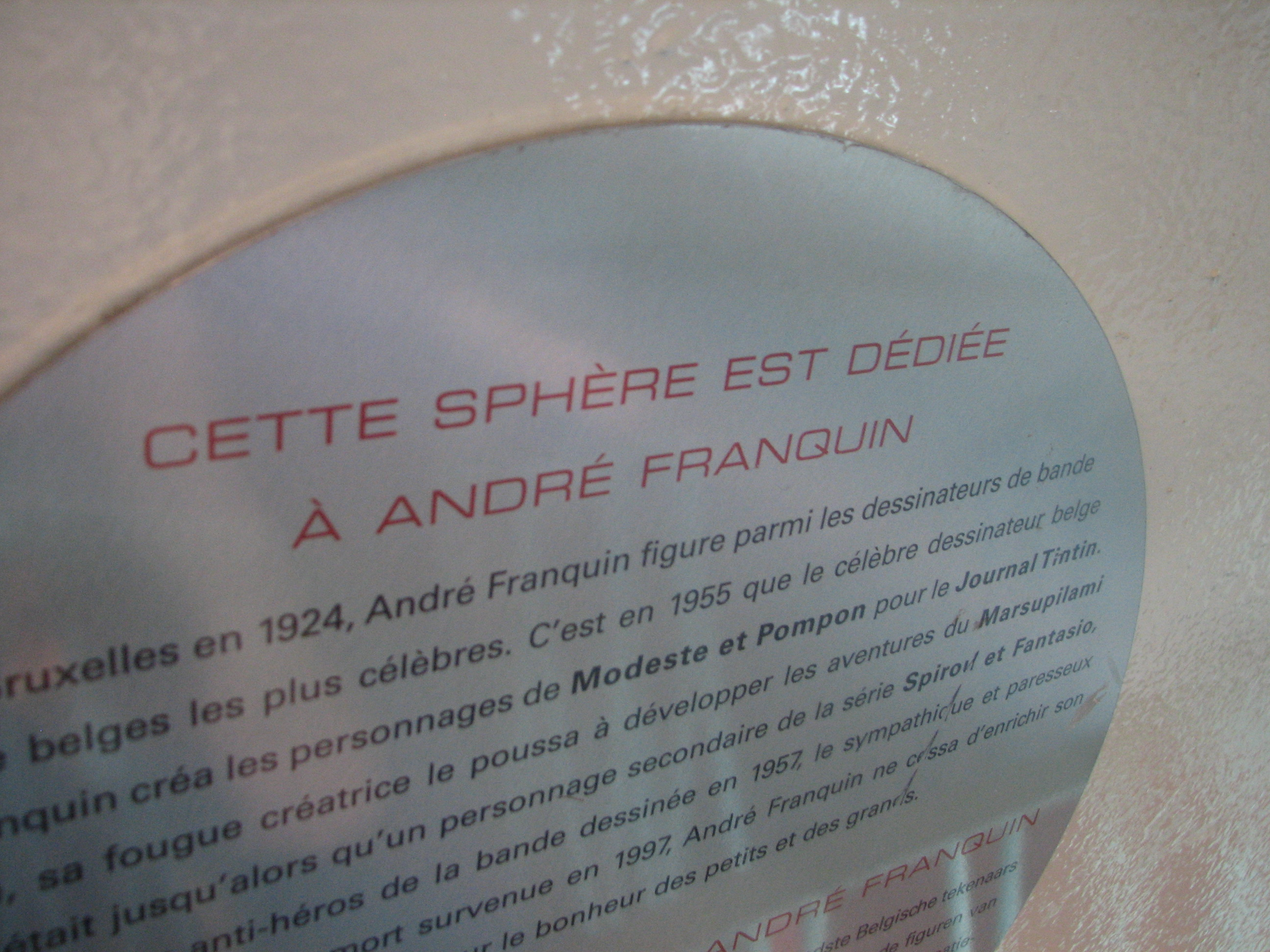
Hommage bruxellois à André Franquin.

D'octobre 2004 à août 2005, la Cité des sciences et de l'industrie de Paris accueille une grande exposition sur l'œuvre d'André Franquin, intitulée « Le Monde de Franquin », comportant quatre sections, « les inventions », « Le Marsupilami et la science », « Autour de Franquin : ses idées et ses passions », « L'artiste et le créateur », ainsi que des planches et des objets techniques. Cette même exposition est transposée dans son intégralité à l'Autoworld au Cinquantenaire à Bruxelles d'octobre 2006 à avril 2007.

### Adaptations
De nombreuses œuvres d'André Franquin ont été adaptées. Au cinéma, Paul Boujenah réalise en 1981 une adaptation de la série Gaston intitulée Fais gaffe à la gaffe !. La série Gaston est aussi adaptée en série d'animation pour la télévision, un premier essai a lieu dans les années 1960 par les éditions Dupuis par l'intermédiaire de leur studio d'animation appelé T.V.A. Dupuis. Mais cela ne plait pas à Franquin qui trouve que les animateurs n'ont pas compris le personnage et la série ne voit pas le jour. En 2009, les studios Normaal adaptent la série éponyme pour la télévision avec une nouvelle technique qui permet d'animer directement le dessin de Franquin. Le Marsupilami, va connaitre à deux reprises une adaptation animée pour la télévision. La première en 1993 par les studios américains Disney, mais la série est saccagée : le Marsupilami parle et les personnages de la bande dessinée n'apparaissent pas, quant à Franquin il n'est même pas crédité au générique. Un procès a lieu et permet à Marsu Productions de récupérer entièrement le contrôle de son personnage. Quelques années plus tard en 1999, la maison d'édition monégasque s'associe avec plusieurs studios d'animations français pour réaliser une série télévisée adaptée fidèlement de la série de bandes dessinées. La série s'intitule simplement Marsupilami, puis Mon ami Marsupilami et enfin Houba ! Houba ! Hop !. En 2011 la série est toujours en cours de production et entame sa cinquième saison. Quelques histoires de Spirou et Fantasio sont aussi adaptées en disque sonore, mais Franquin est déçu notamment par les bruitages peu soignés. L'adaptation en 1973 de Spirou et les Héritiers par Jean Maurel pour les éditions Musidisc est la seule qu'il apprécie. Il y a aussi eu une adaptation de Gaston Lagaffe au cinéma, réalisée par Pef et sortie en 2018.

## Réception

### Distinctions
- Chevalier de l'ordre de Léopold en décembre 1991, le Roi des Belges Baudouin le fait chevalier de l'ordre de Léopold comme auteur ayant plus de vingt ans de carrière[170].

### Prix
- André Franquin a reçu en 1972 le prix Saint-Michel du meilleur dessinateur humoristique pour Gaston Lagaffe[171].
- En 1974, il a reçu le grand prix de la ville d'Angoulême, en étant ainsi été le premier lauréat[172].
- En 1980, l'Académie suédoise de la bande dessinée lui a attribué son prix Adamson du meilleur auteur international[173].
- En 1981, il a reçu le grand prix Saint-Michel pour Idées noires[171].
- En 1996, il a reçu en Allemagne le prix Max et Moritz exceptionnel pour une œuvre remarquable[171].

### Postérité
- Le 12 mars 2017, l'astéroïde (293985) Franquin[174] est nommé d'après lui.